# Йонас Кубілюс
Йонас Пятро Кубілюс (лит. Jonas Kubilius); 27 липня 1921, с. Фермос, Юрбаркський район, Литва — 31 жовтня 2011, м. Вільнюс) — литовський математик. Засновник і керівник литовської наукової школи теорії ймовірностей і теорії чисел; доктор фізико-математичних наук (1958), академік (1962), ректор Вільнюського державного університету (1958—1991), президент Товариства математиків Литви, лауреат Державної премії Литовської РСР (1958), Герой Соціалістичної Праці (1969)

## Біографія
Очолював у Вільнюський університет протягом 33 років, заступивши на цю посаду 37-річним, був наймолодшим ректором в історії одного з найстаріших навчальних закладів Європи.
Автор кількох підручників і численних наукових публікацій, почесний доктор 4 зарубіжних університетів.
Був відомим громадським діячем за часів Саюдіса, згодом депутат Сейму.